# Веліканова Гелена Марцеліївна
Гелена Марцелієвна Веліканова (нар. 27 лютого 1922, Москва, РРФСР — 10 листопада 1998, Москва, Росія) — радянська і російська естрадна співачка, акторка, музичний педагог. Заслужена артистка Бурятської АРСР (1963). Заслужена артистка РРФСР (1969). Народна артистка Росії (1992).

## Життєпис
Закінчила музичне училище ім. Глазунова і естрадне відділення Школи-студії МХАТ. На професійну сцену вийшла вперше у 1948 році.
З 1950 року — солістка Москонцерту.
У репертуарі співачки — пісні популярних композиторів М. Фрадкіна, К. Молчанова, Л. Лядової, Е. Колмановського, А. Островського, Жозефа Косма, А. Петрова, А. Ешпая, В. Соловйова-Сєдого, Я. Френкеля, Б. Мокроусова, Д. Кабалевського, А. Днєпрова, Г. Подельського, бардів Б. Окуджави і Н. Матвєєвої та ін.
Перша виконавиця популярної пісні (рос.)«Ландыши» (муз. Оскара Фельцмана, сл. Ольги Фадєєвої).
Знялася і виконала пісні в декількох кінофільмах.
У 1986—1995 рр. викладала на відділенні естради, доцент Музично-педагогічного училища ім. Гнесіних.
Пішла з життя 10 листопада 1998 року.
16 квітня 1998 року відбулася церемонія закладки на «Площі зірок естради» її іменної зірки біля ДЦКЗ «Росія» в Москві.